# Víktor Jristenko
Víktor Borísovich Jristenko (en ruso: Ви́ктор Бори́сович Христе́нко) (Cheliábinsk, RSFS de Rusia, URSS, 28 de agosto de 1957) es un político ruso, presidente de Comisión Económica Euroasiática entre 2012 y 2016. También fue ministro de Industria de la Federación Rusa entre 2004 y 2012. Ostentó también el cargo de vice primer ministro de Rusia entre mayo de 1999 y enero de 2000.

## Biografía

#### Infancia y educación
Jristenko nació en Cheliábinsk, en la región de los Urales, el 28 de agosto de 1957.
Jristenko se graduó en 1979 en el Instituto de Ingeniería Mecánica de Cheliábinsk, con una especialización en gestión de la construcción y Economía. En 1983 completó su graduación en "Ciencias de la Administración" en el Instituto de Gestión de Moscú.
Casado con Tatiana Gólikova.

## Trayectoria

#### Puestos ministeriales en la presidencia deBorís Yeltsin
En 1998 Jristenko fue nombrado vice primer ministro de Economía y Finanzas en el Gabinete de Serguéi Kiriyenko. En ese momento, le describieron como un "reformista con bajo reconocimiento". Su nombramiento llamó mucho la atención, ya que fue visto como una señal hacia la reforma económica bajo la presidencia de Borís Yeltsin. Sin embargo, no pasó la reorganización del gobierno bajo el siguiente primer ministro Yevgueni Primakov. Desde 1999 y hasta principios de los años 2000, fue miembro del primer gabinete de Vladímir Putin, sirviendo como vice primer ministro de Rusia.

#### Puestos ministeriales en la presidencia de Putin
En febrero de 2004 Jristenko sirvió brevemente como primer ministro de Rusia en funciones, cuando el presidente ruso Vladímir Putin destituyó al hasta entonces primer ministro Mijaíl Kasiánov el 24 de febrero de 2004. Jristenko fue descrito entonces como un "tecnócrata ampliamente reformista", que había mostrado "lealtad mezclada con extrema precaución", a diferencia del primer ministro saliente, el cual había estado "abiertamente en desacuerdo con Putin en varias ocasiones, criticando las investigaciones penales sobre los propietarios de la corporación petrolera Yukos", que habían sido investigados por acusaciones de asesinato. Jristenko, con 46 años en ese momento, fue promovido de vice primer ministro a Primer ministro en funciones. Sin embargo, dos semanas antes de las elecciones presidenciales de Rusia de 2004, Putin apoyó Mijaíl Fradkov para convertirse en el próximo primer ministro, en lugar de Jristenko. De todos modos, el 9 de marzo de 2004 Jristenko fue nombrado ministro de Industria y Comercio, puesto que ocupó hasta el 31 de enero de 2012.

### Presidente de la Comisión Económica Eurasoasiática
Jristenko se convirtió en el primer Presidente de la Comisión Económica Euroasiática el 19 de diciembre de 2011, cargo que ejerció hasta el 1 de febrero de 2016, cuando fue sucedido por el armenio Tigran Sargsián.